# Saison 2014-2015 de l'Évian Thonon Gaillard Football Club
Chronologie
Saison précédente Saison suivante
La saison 2014-2015 de l'Évian Thonon Gaillard Football Club est la quatrième disputée par le club en Ligue 1.

## Mercato

### Mercato estival
| Type de transfert | Nom                 | Contrat             | Provenance/Destination                                    | Date          |
| ----------------- | ------------------- | ------------------- | --------------------------------------------------------- | ------------- |
| Arrivées          | Dan Nistor          | Retour de prêt      | CS Pandurii                                               | /             |
| Arrivées          | Ali M'Madi          | Retour de prêt      | GFCO Ajaccio                                              | /             |
| Arrivées          | Adrien Thomasson    | Retour de prêt      | Vannes OC                                                 | /             |
| Arrivées          | Zakariya Abarouai   | Premier contrat pro | Évian TG Arrivé du FC Vaulx-en-Velin en 2010              | 6 juin        |
| Arrivées          | Fabien Camus        | Prêt                | KRC Genk                                                  | 22 juin       |
| Arrivées          | Benjamin Leroy      | Transfert           | Tours FC                                                  | 23 juin       |
| Arrivées          | Jesper Juelsgård    | Transfert           | FC Midtjylland                                            | 7 juillet     |
| Arrivées          | Nicki Bille Nielsen | Transfert           | Rosenborg BK                                              | 14 juillet    |
| Arrivées          | Youssouf Sabaly     | Prêt                | Paris Saint-Germain                                       | 15 juillet    |
| Arrivées          | Gianni Bruno        | Transfert           | Lille OSC Prêté au SC Bastia                              | 30 juillet    |
| Arrivées          | Yeltsin Tejeda      | Transfert           | Deportivo Saprissa                                        | 22 août       |
| Arrivées          | Miloš Ninković      | Libre               | Étoile rouge de Belgrade                                  | 29 août       |
| Arrivées          | Modou Sougou        | Prêt                | Olympique de Marseille                                    | 31 août       |
| Arrivées          | Gaël Givet          | Transfert           | AC Arles-Avignon                                          | 1er septembre |
| Départs           | Marco Ruben         | Retour de prêt      | Dynamo Kiev Prêté aux Tigres UANL                         | /             |
| Départs           | Ilan Boccara        | Retour de prêt      | Ajax Amsterdam                                            | /             |
| Départs           | Facundo Bertoglio   | Retour de prêt      | Dynamo Kiev Prêté aux Tigre                               | /             |
| Départs           | Youssouf Sabaly     | Retour de prêt      | Paris Saint-Germain Prêté à l'Évian Thonon Gaillard FC    | /             |
| Départs           | Modou Sougou        | Retour de prêt      | Olympique de Marseille Prêté à l'Évian Thonon Gaillard FC | /             |
| Départs           | Fabrice Ehret       | Fin de contrat      | AS Nancy-Lorraine                                         | /             |
| Départs           | Eric Tié Bi         | Fin de contrat      | PAE Asteras Tripolis                                      | /             |
| Départs           | Tulio De Melo       | Fin de contrat      |                                                           | /             |
| Départs           | Mickaël Salamone    | Fin de contrat      |                                                           | /             |
| Départs           | Kévin Bérigaud      | Transfert           | Montpellier HSC                                           | 27 mai        |
| Départs           | Ali M'Madi          | Résiliation         | GFCO Ajaccio                                              | 13 juin       |
| Départs           | Diaranké Fofana     | Transfert           | Universitatea Cluj                                        | 24 juin       |
| Départs           | Dan Nistor          | Prêt                | CS Pandurii                                               | 18 juillet    |
| Départs           | Maxime Blanc        | Résiliation         | AC Arles-Avignon                                          | 19 juillet    |
| Départs           | Bertrand Laquait    | Résiliation         | Valenciennes Football Club                                | 26 août       |

### Mercato hivernal
| Type de transfert | Nom             | Contrat     | Provenance/Destination | Date       |
| ----------------- | --------------- | ----------- | ---------------------- | ---------- |
| Arrivées          | David Ramirez   | Prêt        | Deportivo Saprissa     | 12 janvier |
| Arrivées          | Nicolás Blandi  | Prêt        | CA San Lorenzo         | 17 janvier |
| Arrivées          | Dany Nounkeu    | Prêt        | Galatasaray            | 22 janvier |
| Arrivées          | Mathieu Duhamel | Prêt        | SM Caen                | 2 février  |
| Arrivées          | Gilles Sunu     | Transfert   | FC Lorient             | 2 février  |
| Départs           | Gaël Givet      | Résiliation | AC Arles-Avignon       | 5 novembre |
| Départs           | Gianni Bruno    | Prêt        | FC Lorient             | 15 janvier |
| Départs           | Nicolas Benezet | Prêt        | SM Caen                | 2 février  |

## Résultats de la saison

### Matchs de préparation
| Date                | Adversaire                      | Lieu                                                 | Résultat | Buteurs pour ETG          |
| ------------------- | ------------------------------- | ---------------------------------------------------- | -------- | ------------------------- |
| Jeudi 3 juillet     | FC Sion (Super League)          | Stade Saint-Marc, Le Châble (Valais, Suisse)         | 0-2      |                           |
| Samedi 12 juillet   | Servette FC (Challenge League)  | Stade Léon Curra, Sallanches (Haute-Savoie)          | 0-3      |                           |
| Mercredi 16 juillet | Chakhtar Donetsk (Premier-Liga) | Stade Joseph-Moynat, Thonon-les-Bains (Haute-Savoie) | 2-3      | Benezet 53e Wass 57e      |
| Samedi 19 juillet   | SC Bastia (Ligue 1)             | Stade Jacques Forestier, Aix-les-Bains (Savoie)      | 2-1      | N'Sikulu 62e Koné 81e     |
| Mercredi 23 juillet | FC Lorient (Ligue 1)            | Stade du Faubourg de Verdun, Pontivy (Morbihan)      | 1-1      | Nielsen 38e               |
| Samedi 26 juillet   | Stade brestois (Ligue 2)        | Stade Marcel Kerdilès, Saint-Thégonnec (Finistère)   | 2-1      | Wass 4e (pen.) Cambon 23e |
| Samedi 2 août       | FC Metz (Ligue 1)               | Stade Salvatore Mazzéo, Gaillard (Haute-Savoie)      | 0-1      |                           |

### Championnat
| Date         | Journée | Adversaire              | Lieu | Résultat | Buteurs pour ETG                             | Points | Place |
| ------------ | ------- | ----------------------- | ---- | -------- | -------------------------------------------- | ------ | ----- |
| 9 août       | 1       | SM Caen                 | Dom. | 0-3      |                                              | 0      | 20    |
| 16 août      | 2       | Stade rennais FC        | Ext. | 6-2      | Wass 34e 83e                                 | 0      | 20    |
| 22 août      | 3       | Paris Saint-Germain     | Dom. | 0-0      |                                              | 1      | 20    |
| 30 août      | 4       | Toulouse FC             | Ext. | 1-0      |                                              | 1      | 20    |
| 14 septembre | 5       | Olympique de Marseille  | Dom. | 1-3      | N'Sikulu 90+1e                               | 1      | 20    |
| 19 septembre | 6       | Girondins de Bordeaux   | Ext. | 2-1      | Tejeda 86e                                   | 1      | 20    |
| 24 septembre | 7       | RC Lens                 | Dom. | 2-1      | Wass 10e Mensah 30e                          | 4      | 20    |
| 27 septembre | 8       | FC Lorient              | Ext. | 0-2      | Koné 2e Barbosa 79e                          | 7      | 18    |
| 4 octobre    | 9       | FC Metz                 | Dom. | 3-0      | Doukouré 62e (csc) Wass 75e (pen.) Bruno 81e | 10     | 15    |
| 18 octobre   | 10      | AS Monaco               | Ext. | 2-0      |                                              | 10     | 17    |
| 25 octobre   | 11      | FC Nantes               | Dom. | 0-2      |                                              | 10     | 19    |
| 1er novembre | 12      | Montpellier HSC         | Ext. | 2-0      |                                              | 10     | 20    |
| 8 novembre   | 13      | OGC Nice                | Dom. | 1-0      | Wass 76e                                     | 13     | 16    |
| 30 novembre  | 15      | En Avant de Guingamp    | Dom. | 2-0      | Wass 59e Nielsen 81e                         | 16     | 16    |
| 3 décembre   | 16      | Sporting Club de Bastia | Ext. | 1-2      | Wass 65e N'Sikulu 83e                        | 19     | 15    |
| 7 décembre   | 17      | Olympique lyonnais      | Dom. | 2-3      | Barbosa 28e 64e                              | 19     | 15    |
| 13 décembre  | 18      | Stade de Reims          | Ext. | 3-2      | Wass 57e Cambon 69e                          | 19     | 17    |
| 21 décembre  | 19      | AS Saint-Étienne        | Ext. | 3-0      |                                              | 19     | 18    |
| 7 janvier    | 14      | Lille OSC               | Ext. | 1-0      |                                              | 19     | 18    |
| 10 janvier   | 20      | Stade rennais FC        | Dom. | 1-1      | Thomasson 62e                                | 20     | 18    |
| 18 janvier   | 21      | Paris Saint-Germain     | Ext. | 4-2      | Barbosa 14e van der Wiel 63e (csc)           | 20     | 18    |
| 25 janvier   | 22      | Toulouse FC             | Dom. | 1-0      | Thomasson 4e                                 | 23     | 16    |
| 31 janvier   | 23      | Olympique de Marseille  | Ext. | 1-0      |                                              | 23     | 18    |
| 7 février    | 24      | Girondins de Bordeaux   | Dom. | 0-1      |                                              | 23     | 18    |
| 14 février   | 25      | RC Lens                 | Ext. | 0-2      | Duhamel 19e 35e                              | 26     | 18    |
| 28 février   | 27      | FC Metz                 | Ext. | 1-2      | Carrasso 29e (csc) Sunu 73e                  | 29     | 17    |
| 4 mars       | 26      | FC Lorient              | Dom. | 1-0      | N'Sikulu 25e                                 | 32     | 18    |
| 7 mars       | 28      | AS Monaco               | Dom. | 1-3      | Sougou 78e                                   | 32     | 16    |
| 14 mars      | 29      | FC Nantes               | Ext. | 2-1      | N'Sikulu 75e                                 | 32     | 17    |
| 21 mars      | 30      | Montpellier HSC         | Dom. | 1-0      | N'Sikulu 85e                                 | 35     | 16    |
| 4 avril      | 31      | OGC Nice                | Ext. | 2-2      | Nounkeu 18e Gomis 78e (csc)                  | 36     | 15    |
| 12 avril     | 32      | Lille OSC               | Dom. | 0-1      |                                              | 36     | 15    |
| 18 avril     | 33      | En Avant de Guingamp    | Ext. | 1-1      | Blandi 50e                                   | 37     | 17    |
| 25 avril     | 34      | Sporting Club de Bastia | Dom. | 1-2      | Sunu 42e                                     | 37     | 18    |
| 2 mai        | 35      | Olympique lyonnais      | Ext. | 2-0      |                                              | 37     | 18    |
| 9 mai        | 36      | Stade de Reims          | Dom. | 2-3      | Sunu 45+3e Duhamel 48e                       | 37     | 18    |
| 16 mai       | 37      | AS Saint-Étienne        | Dom. | 1-2      | Duhamel 42e                                  | 37     | 18    |
| 23 mai       | 38      | SM Caen                 | Ext. | 3-2      | Sorlin 88e Sougou 90+4e                      | 37     | 18    |

### Coupe de la Ligue
| Date       | Tour          | Adversaire           | Lieu | Résultat | Buteurs pour ETG |
| ---------- | ------------- | -------------------- | ---- | -------- | ---------------- |
| 28 octobre | 16e de finale | FC Lorient (Ligue 1) | Dom. | 1-2      | Wass 7e          |

### Coupe de France
| Date       | Tour          | Adversaire          | Lieu | Résultat | Buteurs pour ETG                 |
| ---------- | ------------- | ------------------- | ---- | -------- | -------------------------------- |
| 3 janvier  | 32e de finale | AF Bobigny (DH)     | Ext. | 0-3      | Camus 68e Nielsen 76e Wass 90+3e |
| 21 janvier | 16e de finale | AS Monaco (Ligue 1) | Dom. | 2-0      |                                  |

### Matchs amicaux de trêves
| Date        | Adversaire                         | Lieu                                                    | Résultat | Buteurs pour ETG                                          |
| ----------- | ---------------------------------- | ------------------------------------------------------- | -------- | --------------------------------------------------------- |
| 14 novembre | Lausanne-Sports (Challenge League) | Stade olympique de la Pontaise, Lausanne (Vaud, Suisse) | 1-5      | Barbosa 3e, Chakhsi 45e (csc), Benezet 66e, Bruno 71e 87e |